# Emmanuel Zurini
Emmanuel Zurini, appelé plus communément Manou, est un photographe et sculpteur français né le 24 janvier 1942 à Paris, dans le 17e arrondissement. Il est l'auteur de clichés de Formule 1 des années 1960 à 2000. Reconverti dans la sculpture, il réalise principalement des voitures de course et des trophées en bronze ou en pierre.

## Biographie
Emmanuel Zurini est né le 24 janvier 1942 à Paris, dans le 17e arrondissement, d'un père artiste-peintre.
En 1957, il rencontre le futur pilote Jean-Pierre Beltoise au moment où celui-ci doit partir en Algérie comme soldat de l’Armée Française. Il retrouve trois ans plus tard celui qui va devenir son meilleur ami et celui grâce à qui il va découvrir la photographie, Jean-Pierre Beltoise lui ayant offert ses propres appareils photos Pentax, n'ayant plus le temps de s'en servir, sa carrière de pilote étant en train de décoller[réf. nécessaire]. Il va ainsi suivre son ascension de la course moto à la Formule 3, la Formule 2 puis en Formule 1.

### Photographie
Cette section ne s'appuie pas, ou pas assez, sur des sources secondaires ou tertiaires indépendantes du sujet.

Pour l'améliorer, ajoutez-en, ou placez des modèles {{Source secondaire souhaitée}} ou {{Source secondaire nécessaire}} sur les passages mal sourcés. (juin 2022)
Le 1er mai 1966, à Magny-Cours, jour de l'accident mortel du pilote belge Jacques Bernusset, il fait la connaissance du photographe Daniel Paris, de l'agence de photographie DPPI (Daniel Paris Publi-Inter devenu fin 1966 Diffusion Photo Presse Internationale) créée par Rémy Thibaut en 1965, qui le présente à Jean-Pierre Thibaut, fils du fondateur de l'agence, qui l'embauche comme photographe pour la branche Sports Mécaniques de DPPI.
En 1966, il réalise son premier reportage en couvrant une course de F2 sur le Circuit de Zolder, où son ami Jean-Pierre Beltoise court avec Jochen Rindt.
En 1978, il rejoint François Guiter, responsable de courses automobiles, pour la Filière Elf. Émmanuel Zurini couvre ainsi tous les Grands Prix de Formule 1 et les pilotes sponsorisés par Elf : Alain Prost, Patrick Depailler, René Arnoux, Jean-Pierre Jabouille, Jean-Pierre Jarier, ou encore Jacques Laffite. Après le départ en retraite de François Guiter en 1996, Bernie Ecclestone, vice-président de la Fédération internationale de l'automobile (FIA), lui interdit l'accès aux circuits de Formule 1 prétextant qu'il ne possède pas de « Pass Presse FIA ». Sa carrière de photographe de Grands Prix s'arrête nette.
Au long de sa carrière de photographe, jusqu'en 1996, Manou Zurini a couvert plus de 450 Grands Prix.

### Sculpture
Cette section ne s'appuie pas, ou pas assez, sur des sources secondaires ou tertiaires indépendantes du sujet.

Pour l'améliorer, ajoutez-en, ou placez des modèles {{Source secondaire souhaitée}} ou {{Source secondaire nécessaire}} sur les passages mal sourcés. (juin 2022)
Parallèlement à sa carrière de photographe, Zurini se consacre dans le milieu des années 1970 à la sculpture qui devient son activité principale après sa brouille avec Bernie Ecclestone en 1996.
Il réalise des sculptures d'automobiles, d'avions et de bateaux off-shore, leur donnant l'illusion de vitesse et de mouvement.
Hervé Poulain, commissaire-priseur et ancien pilote automobile, a vendu sa première réalisation en 1975.

### Publications

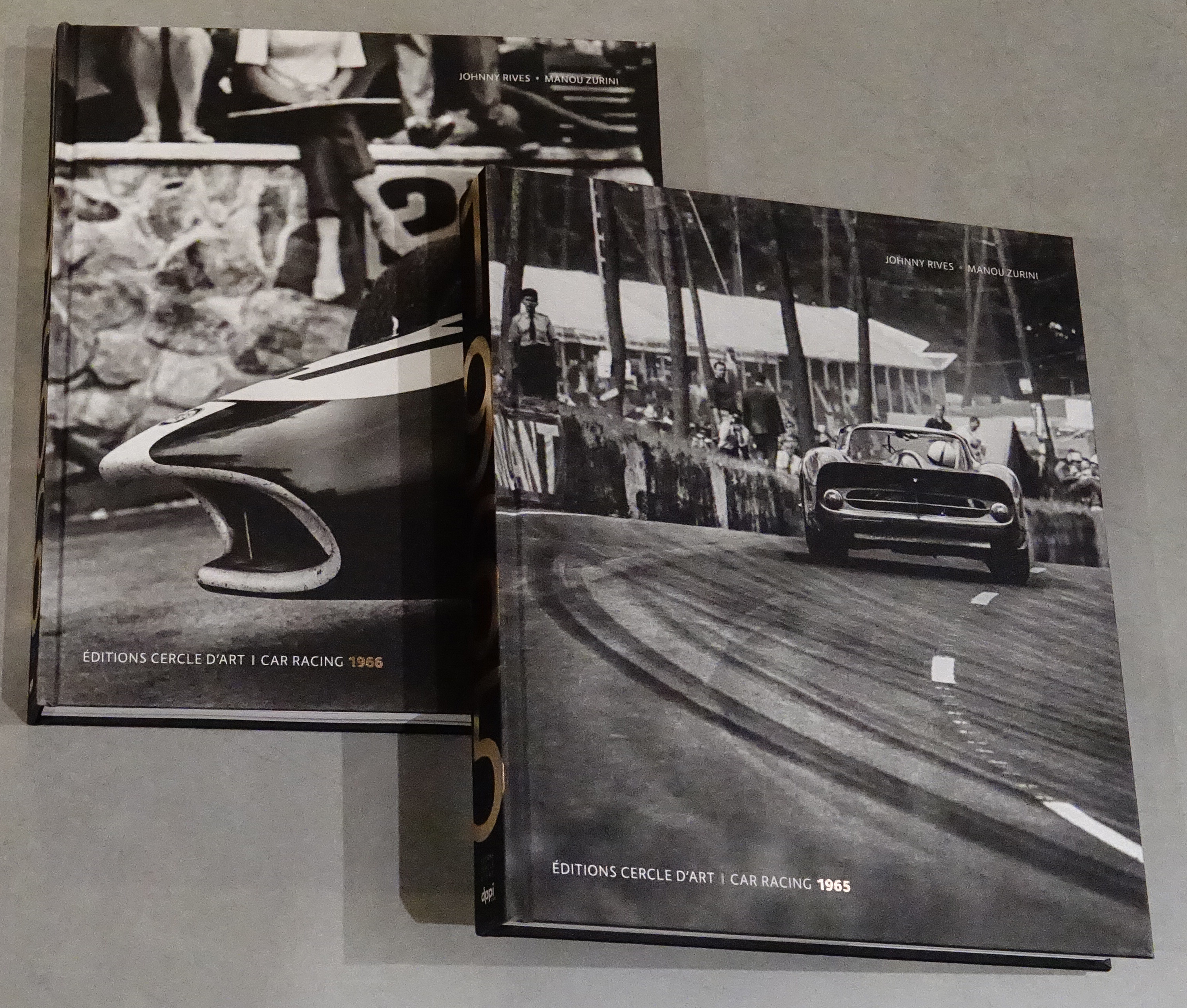
Car racing 1965 et 1966

En 2018 et 2019, il collabore avec Richard Mille et Johnny Rives à la rédaction d'ouvrages sur la Formule 1, en apportant ses photographies, textes et anecdotes sur les Grand Prix et pilotes de l'époque.
- (fr + en) Manou Zurini et Johnny Rives (photogr. Manou Zurini), Car racing 1965, Éditions Cercle d'art, 6 septembre 2018, 237 p. (ISBN 978-2-7022-1096-3 et 2-7022-1096-1, EAN 978-2702210963)
- (fr + en) Manou Zurini et Johnny Rives (photogr. Manou Zurini), Car racing 1966, Éditions Cercle d'art, 7 mars 2019, 216 p. (ISBN 978-2-7022-1101-4 et 2-7022-1101-1, EAN 978-2702211014)

### Cinéma
En 1966, grâce aux relations publiques de son ami Bernard Cahier, journaliste, photographe et figure des paddocks de la Formule 1, il joue son propre rôle de photographe figurant dans le film Grand Prix de John Frankenheimer sur le Circuit de Charade.